# Jerzy Zabielski
Jerzy Feliks Zabielski (Varsavia, 28 marzo 1897 – Varsavia, 19 novembre 1958) è stato uno schermidore polacco, vincitore di una medaglia di bronzo nella scherma ai giochi olimpici.